# Quartinia pusilla
Quartinia pusilla är en stekelart som beskrevs av Kostylev 1935. Quartinia pusilla ingår i släktet Quartinia och familjen Masaridae. Inga underarter finns listade i Catalogue of Life.